# Quintana del Puente
Quintana del Puente – gmina w Hiszpanii, w prowincji Palencia, w Kastylii i León, o powierzchni 11,67 km². W 2011 roku gmina liczyła 251 mieszkańców.